# Adrian Manole
Adrian Manole (ur. 6 czerwca 1957 w Konstancy) – rumuński polityk, inżynier, w latach 2008–2009 deputowany do Parlamentu Europejskiego VI kadencji.

## Życiorys
W 1982 ukończył studia z inżynierii mechanicznej w Gałaczu. W 2008 uzyskał tytuł zawodowy magistra w zakresie transportu morskiego i zarządzania portami.
Od 1982 do 1987 pracował jako inżynier projektant w stoczni w Konstancy, później był głównym inżynierem w jednej ze spółek. W 1990 z ramienia Frontu Ocalenia Narodowego posłował do Izby Deputowanych, następnie przez rok był burmistrzem Konstancy, a w drugiej połowie lat 90. radnym miejskim. Pełnił funkcję prefekta okręgu Konstanca (1992–1993), był dyrektorem prywatnej firmy i dyrektorem generalnym jednej z agend rządowych przy ministrze transportu, następnie prefektem okręgu Braszów (1999–2000). Później został prezesem fundacji "Nowa Demokracja", a w 2005 dyrektorem wykonawczym lokalnej agencji medialnej. Od 1990 do 2002 był wiceprzewodniczącym FSN i powstałej na bazie tej organizacji Partii Demokratycznej w Konstancy, następnie przez trzy lata stał na czele struktur lokalnych PD.
W wyborach w 2007 kandydował z listy demokratów (ugrupowanie przemianowano następnie na Partię Demokratyczno-Liberalną) do Parlamentu Europejskiego. Mandat poselski objął w grudniu 2008. W PE był członkiem grupy chadeckiej oraz Komisji Kultury i Edukacji. Kadencję zakończył w lipcu 2009.